# Toribio Martínez Cabrera
Toribio Martínez Cabrera (Santa Colomba de Somoza, 13 d'abril de 1874 - Paterna, 23 de juny de 1939) va ser un militar espanyol que va participar en la Guerra Civil Espanyola.

## Biografia
Va néixer en un petit poble, Andiñuela de Somoza, del municipi maragato de Santa Colomba de Somoza, a la província de Lleó. En 1892 va ingressar en l'Exèrcit com a soldat d'artilleria del Ferrol, per més tard incorporar-se a l'Acadèmia d'Infanteria de Toledo de la qual va sortir com a segon tinent en 1896. A la fi d'aquest estiu va ser destinat a un regiment de Lugo que partiria a Cuba, on es va enfrontar als insurgents independentistes. L'agost de 1897 va tornar a la península i es va incorporar a l'Escola Superior de Guerra, de la qual seria nomenat professor el 1906. Una vegada ascendit a Tinent Coronel, el 1920, va ocupar diversos càrrecs administratius als Governs Militars d'Osca i Madrid. El 1921 va ser nomenat Governador Civil de Badajoz.
A l'any següent va cessar en el càrrec, continuant en diverses destinacions, la majoria de caràcter administratiu o d'instrucció dins de l'Exèrcit. Amb el grau de General des de 1934, el cop d'estat que va donar origen a la Guerra Civil el va sorprendre destinat com a Governador Militar de Cartagena (Mùrcia), plaça que va conservar per al govern de la República. El 20 de novembre va ser nomenat cap de l'Estat Major Central de l'Exèrcit, càrrec del que va ser rellevat poc després, per pressió del PCE, que no es fiava d'ell. Destinat en el front nord, el fracàs de les operacions militars i les represàlies dins de l'Exèrcit Popular per part dels comunistes el portaren a presó fins que el 1938, sota el govern de Juan Negrín, és alliberat i destinat com a Comandant Militar a Madrid. Poc abans del final de la guerra va donar el seu suport al cop d'estat del coronel Casado. Posteriorment va aconseguir arribar fins a València on on va ser capturat per les tropes nacionals, i posteriorment executat a Paterna el 23 de juny de 1939.
El 28 de març de 2008 l'Escola de Guerra de l'Exèrcit de Terra va celebrar un acte en el qual es va reconèixer la figura del general Martínez Cabrera. Presidida en aquesta seu a Madrid pel llavors director del centre d'estudis castrenses, general de brigada Alfonso de la Rosa, la cerimònia va congregar diversos dels seus familiars directes en el qual es va dipositar la faixa d'Estat Major del mort a la vitrina del Monument als Caiguts d'Estat Major.